# اسکاتفورت
اسکاتفورت (به انگلیسی: Scotforth) یک روستا در بریتانیا است که در لنکستر واقع شده‌است. اسکاتفورت ۳۲۱ نفر جمعیت دارد.